# USS Burrfish (SS-312)
«Баррфіш» (англ. USS Burrfish (SS-312) — підводний човен військово-морських сил США типу «Балао», споруджений під час Другої світової війни.
Човен спорудили на належній військово-морським силам США верфі Portsmouth Naval Shipyard у Кіттері, штат Мен. Після проходження випробувань «Баррфіш» вирушив до Перл-Гарбору, де увійшов до складу Тихоокеанського флоту.

## Походи
Всього човен здійснив шість бойових походів.

### 1-й похід
29 лютого 1944-го Burrfish вирушив на бойове патрулювання в район Каролінських островів. Не здобувши тут жодних успіхів, човен у підсумку прибув 22 березня на атол Мідвей.

### 2-й похід
Тривав з 14 квітня по 4 червня 1944-го та завершився у Перл-Гарборі. Човен патрулював в районі на південь від Японського архіпелагу та в першій декаді травня поблизу мису Мурото (острів Сікоку) потопив німецький танкер Rossbach (захоплене норвезьке судно Madrono).

### 3-й похід
Тривав з 10 липня по 27 серпня 1944-го та завершився прибуттям на атол Маджуро (Маршалові острови). Burrfish діяв в районі Палау (західні Каролінські острови), де не зміг збільшити свій бойовий рахунок, проте виконав кілька спеціальних завдань.

### 4-й похід
18 вересня 1944-го човен вирушив в район островів Нампо. Тут 17 листопада поблизу острова Аогасіма (острови Ідзу на південь від Токійської затоки) він разом з іншим підводним човном Ronquil вступив у артилерійський бій та пошкодив переобладнаний патрульний катер Fusa Maru (177 тонн). «Баррфіш» при цьому також отримав певні пошкодження від вогню у відповідь, тоді як на Ronquil передчасно вибухнув власний 127-мм снаряд, завдані яким пошкодження взагалі змусили перервати похід. Як наслідок, підводні човни не добили японське судно, проте воно так і не було відремонтоване до кінця війни. 2 грудня Burrfish прибув до Перл-Гарбору.

### 5-й похід
Тривав з 3 січня по 24 лютого 1945-го та завершився на острові Гуам (Маріанські острови). Човен знову патрулював в районі островів Нампо, проте не зміг досягти якихось успіхів.

### 6-й похід
25 березня 1945-го човен вийшов в район Лусонської протоки, де впродовж наступного місяця так і не зміг збільшити свій бойовий рахунок. У підсумку 4 травня він прибув на острів Сайпан (Маріанські острови), а 13 травня досяг Перл-Гарбору. Далі Burrfish попрямував на атлантичне узбережжя США для ремонту на верфі Portsmouth Navy Yard, котрий тривав до завершення війни.

## Спеціальні завдання
Враховуючи заплановане вторгнення на західні Каролінські острови, човен під час третього походу провів розвідку узбережжя островів Палау та Яп.
Спершу з човна виконали фотозйомку островів Пелеліу та Ангаур (архіпелаг Палау). Також були виконані заміри течії між цими островами та проведений моніторинг роботи японських берегових радіолокаційних станцій.
Далі узялась до роботи група бойових плавців зі складу загону спеціального призначення Underwater Demolition Team, котрі провадили розвідку можливих місць висадки, передусім з метою встановити достатність глибин для проходження десантних суден над рифами. На Палау із запланованих п'яти вдалось розвідати лише один пляж на Пелеліу (він виявився придатним для десантування), після чого вирішили перервати розвідку цього архіпелагу через значне підсилення гарнізоном заходів безпеки (японців стурбував початок нальотів американської авіації, що вони правильно сприйняли як підготовку до вторгнення).
«Баррфіш» перейшов до островів Яп, де провів моніторинг роботи радіолокаційної станції. Бойові плавці також узялись до роботи й розвідали один пляж, який визнали придатним для десантування. Черговий вихід розвідників стався 18 серпня 1944-го, коли група із 5 плавців встановила недостатність глибин над рифом поблизу острова Гагіл-Томіл. Далі троє з них висадились на острів і так і не повернулись на човен. З перехоплених японських радіограм стало відомо про їх захоплення в полон, що призвело до скасування планів з висадки на острів Яп (а от десантна операція на Пелеліу стартувала 15 вересня).
Подальша доля розвідників невідома — за твердженнями японців, всі військовополонені напередодні вторгнення були переведені на Філіппіни, втім, відомо, що значну їх частину стратили на Палау.

## Післявоєнна доля
Восени 1946-го човен вивели в резерв. За три роки його переобладнали у човен радіолокаційного спостереження, після чого в 1950—1956 роках він діяв у складі Атлантичного флоту (під час цього періоду служби він, зокрема, тричі відвідав Середземномор'я. Наприкінці 1956-го Burrfish знову вивели в резерв.
11 травня 1961-го «Баррфіш» передали в оренду військово-морським силам Канади, де він отримав назву HMCS Grilse (SS 71). Тут він переважно використовувався для тренування екіпажів надводних кораблів та літаків у протичовновій боротьбі. Восени 1969-го човен повернули в США, де 19 листопада 1969-го його використали як мішень та потопили біля острова Сан-Клементе (Каліфорнія).

## Бойовий рахунок
| Дата       | Назва   | Тип    | Тоннаж | Місце            |
| 07.05.1944 | Россбек | танкер | 5894   | 33°14'N 134°40'E |